# Hexatoma celestissima
Hexatoma celestissima är en tvåvingeart som beskrevs av Alexander 1949. Hexatoma celestissima ingår i släktet Hexatoma och familjen småharkrankar. Inga underarter finns listade i Catalogue of Life.